# Selvaggi (film 1995)
Selvaggi è un film italiano del 1995, diretto da Carlo Vanzina.

## Trama
Bebo, chirurgo plastico milanese in vacanza nel Centroamerica sulla barca dell'amica Daniela Bellotti, dopo aver scoperto la sua presunta fidanzata Elena a letto con un amico e ritenendo di esser stato tradito, ha una discussione con i due e viene cacciato dalla barca.
Tornato a Cuba, mentre si trova all'aeroporto in attesa per un volo che lo condurrà a Milano, casualmente, incontra l'amica e fotografa toscana Carlina in compagnia di  due modelle statunitensi, Cindy e Linda. Insieme a loro, altri sette turisti italiani si ritrovano a imbarcarsi su un aereo cubano: l'impiegato alle poste romano e comunista militante Mario Nardone con la moglie Cinzia, l'animatore turistico veneto Jimmy, il disoccupato barese Felice e il professore di geografia napoletano Luigi Pinardi con la sorella Marisa. Durante il volo, il velivolo accusa un'improvvisa avaria nell'impianto elettrico; tutti gli occupanti precipitano inesorabilmente su un'isola sconosciuta nel Mar dei Caraibi. Dopo la fuga del pilota con i viveri raccolti dai passeggeri e con l'unica scialuppa di salvataggio presente sull'aereo, i superstiti si ritrovano a vivere una vera e propria esperienza alla Robinson Crusoe. Con i pochi resti dell'aereo i turisti si organizzano per sopravvivere sull'isola, dividendosi i compiti e collaborando non sempre nel migliore dei modi: sono frequenti, infatti, i litigi, soprattutto tra Mario e Bebo per le differenti ideologie politiche. Questo porterà Nardone a lasciare il gruppo di naufraghi insieme alla moglie al termine dell'ennesima discussione che lo porta a colpire Bebo con un pugno.
La sera di Capodanno i naufraghi festeggiano con mezzi di fortuna, soprattutto grazie a Felice che grazie a una passata esperienza come praticante presso un elettrauto riesce, tramite alcuni fili dell'aereo, a costruire un impianto musicale rudimentale. Lo stesso Felice, insieme a Bebo, tenta di fare colpo sulle modelle ma entrambi vanno in bianco. Va meglio a Jimmy, che viene inizialmente corteggiato da Marisa ma inizia poi una relazione con Carlina. Cinzia, riunitasi col gruppo dopo una discussione col marito (aveva pescato un cefalo e si era rifiutato di venderlo al gruppo a prezzo d'oro), si dà allo champagne e passa la notte a chiacchierare col professor Luigi.
Il mattino seguente Mario sta male a causa di un ascesso al dente e Cinzia chiede aiuto a Bebo, che dopo aver umiliato il rivale restituendogli il pugno ricevuto qualche giorno prima (serviva all'anestesia e grazie al quale gli fa saltare il dente dolorante risolvendo il problema) accetta le sue scuse. Il gruppo è di nuovo unito, ma un uragano spazza via le poche cose che possiedono, così i naufraghi decidono di costruire una zattera con cui affrontare il mare. Un primo tentativo, tuttavia, finisce con un inconsapevole ritorno nella stessa isola. Non avendo più nulla, i naufraghi sono costretti a vivere come dei selvaggi.
Ma un giorno, mentre gioca a golf, Bebo scopre nelle vicinanze la barca degli amici con cui aveva litigato tempo prima: ottenuta una piccola vendetta e preso possesso dell'imbarcazione, fa ritorno a Cuba con i compagni di avventura.
Nel finale, i protagonisti si ritrovano nuovamente per il viaggio di ritorno in Italia. Luigi ha preso con sé un pappagallo, Paul, molto chiacchierone e che non va d'accordo con Marisa, la quale ha iniziato a fumare spinelli e si è trovata un giovane fidanzato cubano dopo la delusione con Jimmy. Questi vorrebbe continuare la storia con Carlina una volta tornato in Italia, ma la donna lo tratta con freddezza lasciando intendere di avere famiglia; Felice si fa scattare una foto assieme a Cindy e Linda sperando che la sua avventura in compagnia delle due belle ragazze possa aiutarlo a trovare lavoro e Cinzia è contenta in quanto i giorni sull'isola l'hanno fatta dimagrire. Ad un certo punto l'aereo precipita ancora una volta in mare.
La scena conclusiva li vede a bordo di un gommone, ipotizzando di trovarsi nel triangolo delle Bermude, accompagnata dall'ennesimo battibecco tra Bebo e Nardone.

## Personaggi
- Bebo (Ezio Greggio): chirurgo plastico milanese, di idee politiche evidentemente di destra, litiga spesso con Mario;
- Luigi Pinardi (Leo Gullotta): pignolo professore di geografia proveniente da Napoli, convinto che l'unico modo di sopravvivere sull'isola sia quello di imitare le gesta di Robinson Crusoe;
- Mario Nardone (Antonello Fassari): impiegato delle poste romano, comunista "dai tempi der mitico Berlinguer". È iscritto al partito dal 1970, è tifoso della Roma e ha evidenti battibecchi con la moglie e soprattutto con Bebo;
- Felice (Emilio Solfrizzi): disoccupato pugliese, ha vinto la vacanza con un gratta e vinci ed è tifoso del Bari;
- Jimmy (Franco Oppini): animatore turistico veneto che vorrebbe seguire le orme di Fiorello;
- Cinzia Nardone (Cinzia Leone), classica "casalinga disperata" e moglie di Mario;
- Carlina (Monica Scattini): fotografa toscana molto snob, amica di Bebo;
- Marisa Pinardi (Carmela Vincenti): sorella di Luigi; segretamente innamorata di Jimmy, insicura e timorosa, subirà un profondo cambiamento durante la permanenza sull'isola, fumando e fidanzandosi con un cubano nero;
- Cindy (Cash Casia): modella americana;
- Linda (Michele Merkin): modella americana;
- Pilota cubano (Isaac George): è il "pirlota" (così definito da Bebo) che, dopo essere atterrato sull'isola, riesce a scappare portandosi via tutta l'attrezzatura di soccorso (compresi tutti i viveri necessari alla sopravvivenza), lasciando gli altri al loro destino.

## Produzione
Inizialmente nel cast del film doveva far parte anche Leonardo Pieraccioni; ma poco prima dell'inizio delle riprese, Vittorio Cecchi Gori dette all'attore toscano il consenso alla produzione del film I laureati. Così Carlo Vanzina, comprendendo che per lui era una grande occasione, strappò il contratto.
Il ruolo di Bebo, interpretato da Ezio Greggio, fu proposto dapprima a Claudio Bisio e poi a Teo Teocoli. 

### Riprese
Il film è stato girato tra agosto e settembre del 1995 in Italia fra Cinecittà e sulla spiaggia del Pevero nel comune di Arzachena in Sardegna e ai Caraibi fra Martinica, Saint Vincent e Grenadine e Barbados. La maggior parte delle scene sono state girate sull'isola di Mayreau (Saint Vincent e Grenadine), per la precisione all'estremità settentrionale dell'isola. In totale il film è costato 4 miliardi di lire.

## Accoglienza
Nella stagione cinematografica 1995-1996 è stato il 29° film per incasso.